# 赛茛菪属
赛茛菪属（学名：Scopolia）是茄科下的一个属，为直立草本植物。该属共有3种，分布于欧洲和亚洲。